# Hooggerechtshof van Alaska
Het Hooggerechtshof van Alaska (Alaska Supreme Court) is de hoogste rechtbank van de Amerikaanse deelstaat Alaska.
Het hof bestaat uit vijf rechters, waarvan er één als opperrechter functioneert en daarmee ook aan het hoofd staat van de rechterlijke macht in Alaska. De beslissingen van het Hooggerechtshof zijn bindend voor alle andere rechtbanken binnen de staatsgrenzen en kunnen alleen aangepast of verworpen worden door het Federale Hooggerechtshof in Washington D.C.
De rechtszaken worden gehouden in Anchorage, Fairbanks en Juneau, afhankelijk van de locatie van de lagere rechtbank waar de zaak behandeld werd. Zowel burgerlijke als strafrechtszaken worden door het hof gehoord. Daarnaast stellen de vijf rechters ook protocollen op voor zaken betreffende kinderen, hoger beroep en successierecht.